# جيروم كوماندر
جيروم كوماندر (بالفرنسية: Jérôme Commandeur)‏ هو ممثل فرنسي، ولد في 12 أبريل 1976 بأرجنتوي في فرنسا.

## أعمال

### أفلام
- (2008) مرحبا بكم في أرض الشتيين[2][3]
- (2011) لاشيء للادلاء به[4]
- (2011) هليووا

## وصلات خارجية
- جيروم كوماندر على موقع IMDb (الإنجليزية)
- جيروم كوماندر على موقع ألو سيني (الفرنسية)
- جيروم كوماندر على موقع ميوزك برينز (الإنجليزية)
- جيروم كوماندر على موقع أول موفي (الإنجليزية)
- جيروم كوماندر على موقع قاعدة بيانات الفيلم (الإنجليزية)
- جيروم كوماندر على موقع كينوبويسك (الروسية)